# Gran Premio de Bélgica de Motociclismo de 1979
El Gran Premio de Bélgica de Motociclismo de 1979 fue la octava prueba de la temporada 1979 del Campeonato Mundial de Motociclismo. El Gran Premio se disputó el 1 de julio de 1979 en el Circuito de Spa.

## Boicot
El Gran Premio dio campeones bastante sorprendentes ya que la mayoría de los pilotos más destacados se negaron a correr ya que el circuito no reunía las condiciones de seguridad necesaria. Ni los organizadores ni el presidente de la Federación Internacional Rodil del Valle no solo no dieron soluciones sino que acusaron a los pilotos de boicoteadores por lo que los pilotos decidieron no tomar la salida.

## Resultados 500cc
En la categoría reina, la victoria fue para el australiano Dennis Ireland, que entraba destacado por delante de su compatriota Kenny Blake y del británico Gary Lingham. En la general, Virginio Ferrari continúa liderando la clasificación.
| 1        | Dennis Ireland        | Suzuki     | 57'09.670 | 15 |
| 2        | Kenny Blake           | Yamaha     | +5.250    | 12 |
| 3        | Gary Lingham          | Suzuki     | +11.080   | 10 |
| 4        | Gustav Reiner         | Suzuki     | +38.930   | 8  |
| 5        | Henk de Vries         | Suzuki     | +1'38.230 | 6  |
| 6        | Josef Hage            | Suzuki     | +1'38.400 | 5  |
| 7        | Jacky Matagne         | Suzuki     | +2'46.860 | 4  |
| 8        | Gerhard Vogt          | Suzuki     | +2 laps   | 3  |
| 9        | Guy Cooremans         | Suzuki     | +3 laps   | 2  |
| 10       | Dieter Heinen         | Yamaha     | +4 laps   | 1  |
| Ret      | Philippe Chaltin      | Suzuki     | Retirado  |    |
| Ret      | Etienne Geeraerd      | Yamaha     | Retirado  |    |
| Ret      | Steve Manship         | Suzuki     | Retirado  |    |
| Ret      | John Newbold          | Suzuki     | Ret       |    |
| Ret      | Klaus Nies            | Yamaha     | Ret       |    |
| Ret      | Carlo Perugini        | Yamaha     | Ret       |    |
| Ret      | Timo Pohjola          | Suzuki     | Ret       |    |
| Ret      | Elmar Renner          | Suzuki     | Ret       |    |
| Ret      | Peter Sjöström        | Suzuki     | Ret       |    |
| Ret      | Toni Garcia           | Suzuki     | Ret       |    |
| Ret      | Roland Mullender      | Yamaha     | Ret       |    |
| Ret      | Carlos de San Antonio | Suzuki     | Ret       |    |
| Ret      | Børge Nielsen         | Suzuki     | Ret       |    |
| DNS      | Michel Rougerie       | Suzuki     | Boicot    |    |
| DNS      | Christian Sarron      | Yamaha     | Boicot    |    |
| DNS      | Boet van Dulmen       | Suzuki     | Boicot    |    |
| DNS      | Olivier Chevallier    | Yamaha     | Boicot    |    |
| DNS      | Philippe Coulon       | Yamaha     | Boicot    |    |
| DNS      | Kenny Roberts         | Yamaha     | Boicot    |    |
| DNS      | Bernard Fau           | Suzuki     | Boicot    |    |
| DNS      | Alex George           | Suzuki     | Boicot    |    |
| DNS      | Franck Gross          | Suzuki     | Boicot    |    |
| DNS      | Johnny Cecotto        | Yamaha     | Boicot    |    |
| DNS      | Jack Middelburg       | Suzuki     | Boicot    |    |
| DNS      | Sergio Pellandini     | Suzuki     | Boicot    |    |
| DNS      | Gianni Pelletier      | Suzuki     | Boicot    |    |
| DNS      | Wil Hartog            | Suzuki     | Boicot    |    |
| DNS      | Gianni Rolando        | Suzuki     | Boicot    |    |
| DNS      | Graziano Rossi        | Morbidelli | Boicot    |    |
| DNS      | Seppo Rossi           | Suzuki     | Boicot    |    |
| DNS      | Max Wiener            | Suzuki     | Boicot    |    |
| DNS      | Steve Parrish         | Suzuki     | Boicot    |    |
| DNS      | Barry Sheene          | Suzuki     | Boicot    |    |
| DNS      | Virginio Ferrari      | Suzuki     | Boicot    |    |
| DNS      | Gianni Rolando        | Suzuki     | Boicot    |    |
| DNS      | Marco Lucchinelli     | Suzuki     | Boicot    |    |
| DNS      | Willem Zoet           | Yamaha     | Boicot    |    |
| DNS      | Tony Head             | Yamaha     | Boicot    |    |
| DNS      | Sadao Asami           | Yamaha     | Boicot    |    |
| DNS      | Randy Mamola          | Suzuki     | Boicot    |    |
| DNS      | Olivier Liégeois      | Yamaha     | Boicot    |    |
| DNS      | Ikujiro Takai         | Yamaha     | Boicot    |    |
| DNS      | Franco Uncini         | Suzuki     | Boicot    |    |
| Sources: |                       |            |           |    |

## Resultados 250cc
En el cuarto de litro, el austríaco Edi Stöllinger conseguiría su éxito más destacado de su palmarés. Enganchado a su rueda llegó Chas Mortimer. Mucho más atrás, les siguieron Murray Sayle y el español Fernando González de Nicolás.
| Pos. | Piloto              | Moto       | Tiempo     | Pts. |
| ---- | ------------------- | ---------- | ---------- | ---- |
| 1    | Edi Stöllinger      | Kawasaki   | 52' 16" 61 | 15   |
| 2    | Chas Mortimer       | Yamaha     | +0" 47     | 12   |
| 3    | Murray Sayle        | Yamaha     | +27" 25    | 10   |
| 4    | Fernando González   | Yamaha     | +28" 35    | 8    |
| 5    | Graeme McGregor     | Yamaha     | +49" 91    | 6    |
| 6    | Michel Simeon       | Yamaha     | +1' 20" 57 | 5    |
| 7    | Jeffrey Sayle       | Yamaha     | +1' 21" 49 | 4    |
| 8    | José Lazo           | Yamaha     | +1' 22" 85 | 3    |
| 9    | Yoshimi Matsumoto   | Yamaha     | +1' 23" 55 | 2    |
| 10   | Rini van Kasteren   | Yamaha     | +1' 58" 23 | 1    |
| 11   | Josef Hage          | Yamaha     |            |      |
| 12   | José Tellevia       | Yamaha     |            |      |
| 13   | Jacques Bolle       | Yamaha     |            |      |
| 14   | Patrick de Radiguès | Yamaha     | +1 Vuelta  |      |
| 15   | Michel Steven       | Yamaha     | +1 Vuelta  |      |
| 16   | Roger Kockelman     | Yamaha     | +1 Vuelta  |      |
| 17   | Oronzo Memola       | Yamaha     | +1 Vuelta  |      |
| 18   | Valerio Pessotto    | Yamaha     | +1 Vuelta  |      |
| 19   | Reino Eskelinen     | Yamaha     | +1 Vuelta  |      |
| 20   | Olivier Gauthier    | Yamaha     | +1 Vuelta  |      |
| 21   | Graham Singer       | Yamaha     | +2 Vueltas |      |
| 22   | Hermano Sobral      | Yamaha     | +2 Vueltas |      |
| 23   | Jean-Marc Toffolo   | Kawasaki   | +8 Vueltas |      |
| Ret  | Olivier Liégeois    | Yamaha     | Ret        |      |
| Ret  | Hans Merkl          | Yamaha     | Ret        |      |
| Ret  | José Moreno         | Yamaha     | Ret        |      |
| Ret  | Roger Kockelmann    | Yamaha     | Ret        |      |
| Ret  | Patrick de Radiguès | Yamaha     | Ret        |      |
| Ret  | Jean Claude Baele   | Yamaha     | Ret        |      |
| Ret  | Jean-Marc Toffolo   | Yamaha     | Ret        |      |
| Ret  | Richard Gauthier    | Yamaha     | Ret        |      |
| Ret  | Oronzo Memola       | Yamaha     | Ret        |      |
| Ret  | Graham Singer       | Yamaha     | Ret        |      |
| Ret  | Guy Origer          | Yamaha     | Ret        |      |
| Ret  | Valerio Pessotto    | Yamaha     | Ret        |      |
| Ret  | Bert Struyk         | Yamaha     | Ret        |      |
| Ret  | Michel Steven       | Yamaha     | Ret        |      |
| Ret  | Reino Eskelinen     | Yamaha     | Ret        |      |
| DNS  | Walter Villa        | Yamaha     | Boicot     |      |
| DNS  | Didier de Radiguès  | Yamaha     | Boicot     |      |
| DNS  | Randy Mamola        | Kawasaki   | Boicot     |      |
| DNS  | Graziano Rossi      | Morbidelli | Boicot     |      |
| DNS  | Richard Hubin       | Yamaha     | Boicot     |      |
| DNS  | Paolo Pileri        | Yamaha     | Boicot     |      |
| DNS  | Vic Soussan         | Yamaha     | Boicot     |      |
| DNS  | Sadao Asami         | Yamaha     | Boicot     |      |
| DNS  | Eero Hyvärinen      | Yamaha     | Boicot     |      |
| DNS  | Jean-François Baldé | Kawasaki   | Boicot     |      |
| DNS  | Kork Ballington     | Kawasaki   | Boicot     |      |
| DNS  | Carlos Lavado       | Yamaha     | Boicot     |      |
| DNS  | Klaas Hernamdt      | Yamaha     | Boicot     |      |
| DNS  | Eric Saul           | Yamaha     | Boicot     |      |
| DNS  | Hans Müller         | Yamaha     | Boicot     |      |
| DNS  | Raymond Roche       | Yamaha     | Boicot     |      |
| DNS  | Olivier Chevallier  | Yamaha     | Boicot     |      |
| DNS  | Roland Freymond     | Yamaha     | Boicot     |      |
| DNS  | Harald Bartol       | Yamaha     | Boicot     |      |
| DNS  | Pentti Korhonen     | Yamaha     | Boicot     |      |
| DNS  | Anton Mang          | Yamaha     | Boicot     |      |

## Resultados 125cc
También en 125cc, los grandes pilotos no tomaron la salida y eso le dio la oportunidad al australiano Barry Smith a conseguir el éxito más importante de su carrera. Este boicot sirve a Ángel Nieto, que también secundó el boicot, a asegurarse aún más su condición de líder.
| Pos. | Piloto                 | Moto       | Tiempo     | Pts. |
| ---- | ---------------------- | ---------- | ---------- | ---- |
| 1    | Barry Smith            | Morbidelli | 46' 59" 27 | 15   |
| 2    | Marcelino García       | Morbidelli | +23" 67    | 12   |
| 3    | Martin van Soest       | Morbidelli | +42" 54    | 10   |
| 4    | Patrick Hérouard       | Morbidelli | +46" 93    | 8    |
| 5    | Jean-François Lecureux | Morbidelli | +50" 20    | 6    |
| 6    | Paul Bordes            | Morbidelli | +1' 06" 60 | 5    |
| 7    | Anton Straver          | Morbidelli | +1' 09" 51 | 4    |
| 8    | François Granon        | Morbidelli | +1' 27" 60 | 3    |
| 9    | Jan Huberts            | MBA        | +1' 58" 83 | 2    |
| 10   | René Rénier            | Morbidelli | +1' 58" 99 | 1    |
| 11   | Freddy Blaise          | Morbidelli | + 1 Vuelta |      |
| 12   | Jean-Claude Baele      | Honda      | + 1 Vuelta |      |
| 13   | José de Faveri         | Honda      | + 1 Vuelta |      |
| 14   | Ernst Fagerer          | Morbidelli | + 1 Vuelta |      |
| Ret  | Fernando González      |            | Ret        |      |
| Ret  | Henk van Kessel        | AGV Condor | Ret        |      |
| DNS  | Ángel Nieto            | Minarelli  | Boicot     |      |
| DNS  | Ricardo Tormo          | Bultaco    | Boicot     |      |
| DNS  | Eugenio Lazzarini      | Morbidelli | Boicot     |      |
| DNS  | Hans Müller            | MBA        | Boicot     |      |
| DNS  | Walter Koschine        | Fantic     | Boicot     |      |
| DNS  | Gert Bender            | Bender     | Boicot     |      |
| DNS  | Maurizio Massimiani    | MBA        | Boicot     |      |
| DNS  | Harald Bartol          | Morbidelli | Boicot     |      |
| DNS  | Stefan Dörflinger      | Morbidelli | Boicot     |      |
| DNS  | Pier Paolo Bianchi     | Minarelli  | Boicot     |      |
| DNS  | August Auinger         | Morbidelli | Boicot     |      |
| DNS  | Jean-Louis Guignabodet | Morbidelli | Boicot     |      |
| DNS  | Bruno Kneubühler       | MBA        | Boicot     |      |
| DNS  | Per Edward Carlson     | Morbidelli | Boicot     |      |
| DNS  | Matti Kinnunen         | MBA        | Boicot     |      |

## Resultados 50cc
También en 50cc, un piloto veterano como Henk van Kessel se llevó la victoria por delante de su compatriota Theo Timmer. El alemán Rudolf Kunz cerró el podio.
| Pos. | Piloto               | Moto              | Tiempo     | Pts. |
| ---- | -------------------- | ----------------- | ---------- | ---- |
| 1    | Henk van Kessel      | Sparta            | 34' 23" 27 | 15   |
| 2    | Theo Timmer          | Bultaco           | +20" 26    | 12   |
| 3    | Rudolf Kunz          | Kreidler          | +24" 79    | 10   |
| 4    | Jacky Hutteau        | ABF               | +28" 47    | 8    |
| 5    | Ingo Emmerich        | Kreidler          | +38" 31    | 6    |
| 6    | Enrico Cereda        | UFO               |            | 5    |
| 7    | Ezio Saffiotti       | Paolucci          |            | 4    |
| 8    | Gerhard Singer       | Kreidler          |            | 3    |
| 9    | Rudi Oosting         | BGS               |            | 2    |
| 10   | Cees van Dongen      | Kreidler          |            | 1    |
| 11   | Joaquín Galí         | Bultaco           | +1' 32" 08 |      |
| 12   | Günter Schirnhofer   | Kreidler          |            |      |
| 13   | Ramón Galí           | Bultaco           |            |      |
| 14   | Marcel van de Steene | Kreidler          |            |      |
| 15   | Chris Baert          | Kreidler          |            |      |
| 16   | Jos Dieteren         | Kreidler          |            |      |
| 17   | Otto Machinek        | Kreidler          |            |      |
| 18   | Stefan Danielsson    | Kreidler          |            |      |
| 19   | René Loge            | Kreidler          |            |      |
| 20   | Ove Skifjeld         | Kreidler          |            |      |
| 21   | Gilbert Blanckaert   | Morbidelli        |            |      |
| 22   | Hans-Jürgen Hummel   | Kreidler          |            |      |
| Ret  | Wolfgang Müller      | Kreidler          | Ret        |      |
| DNS  | Eugenio Lazzarini    | Van Veen-Kreidler | Boicot     |      |
| DNS  | Stefan Dörflinger    | Kreidler          | Boicot     |      |
| DNS  | Ricardo Tormo        | Bultaco           | Boicot     |      |
| DNS  | Gerhard Waibel       | Kreidler          | Boicot     |      |
| DNS  | Patrick Plisson      | ABF               | Boicot     |      |
| DNS  | Rolf Blatter         | Kreidler          | Boicot     |      |
| DNS  | Hagen Klein          | Hess Spezial      | Boicot     |      |
| DNS  | Peter Looijesteijn   | Kreidler          | Boicot     |      |